# Kisenciklopédia (Temesvár)
A Kisenciklopédia a temesvári Művelődési és Tudományos Szabadegyetem magyar nyelvű előadássorozata. 1968-ban indult Salló Ervin kémikus, egyetemi előadótanár kezdeményezésére tanárok, tudományos kutatók, szerkesztők, írók, orvosok és mérnökök bevonásával. Interdiszciplináris rendezvényein a természeti kincsek, helytörténet és turizmus, zenevilág, képzőművészet, korszerű medicina, észszerű táplálkozás, technika került bemutatásra. A helybeli és más városból hívott előadók közt szerepelt Albert Ferenc, Anavi Ádám, Bálintfi Ottó, Bárányi Ferenc, Bodó Barna, Bura László, Dávid Gyula, Egeressy László, Gyulai Ferenc, Hegedűs Attila, Jecza Péter, Kakuts Lajos, Kányádi Sándor, Kékedy László, Kovách Géza, Matekovits Mihály, Petrovics Emil, Salat Levente, Sándor István, Szekernyés János, Toró Tibor. Az előadások anyagát két alkalommal Kilátó című évkönyveikben is kiadták.

## Kapcsolódó információk
- Matekovits György: Tudni és haladni előre avagy kicsi-e a Kisenciklopédia. Lépcsők IV. Temesvár, 1987. 214-221.